# Ermida de São José (Urzelina)

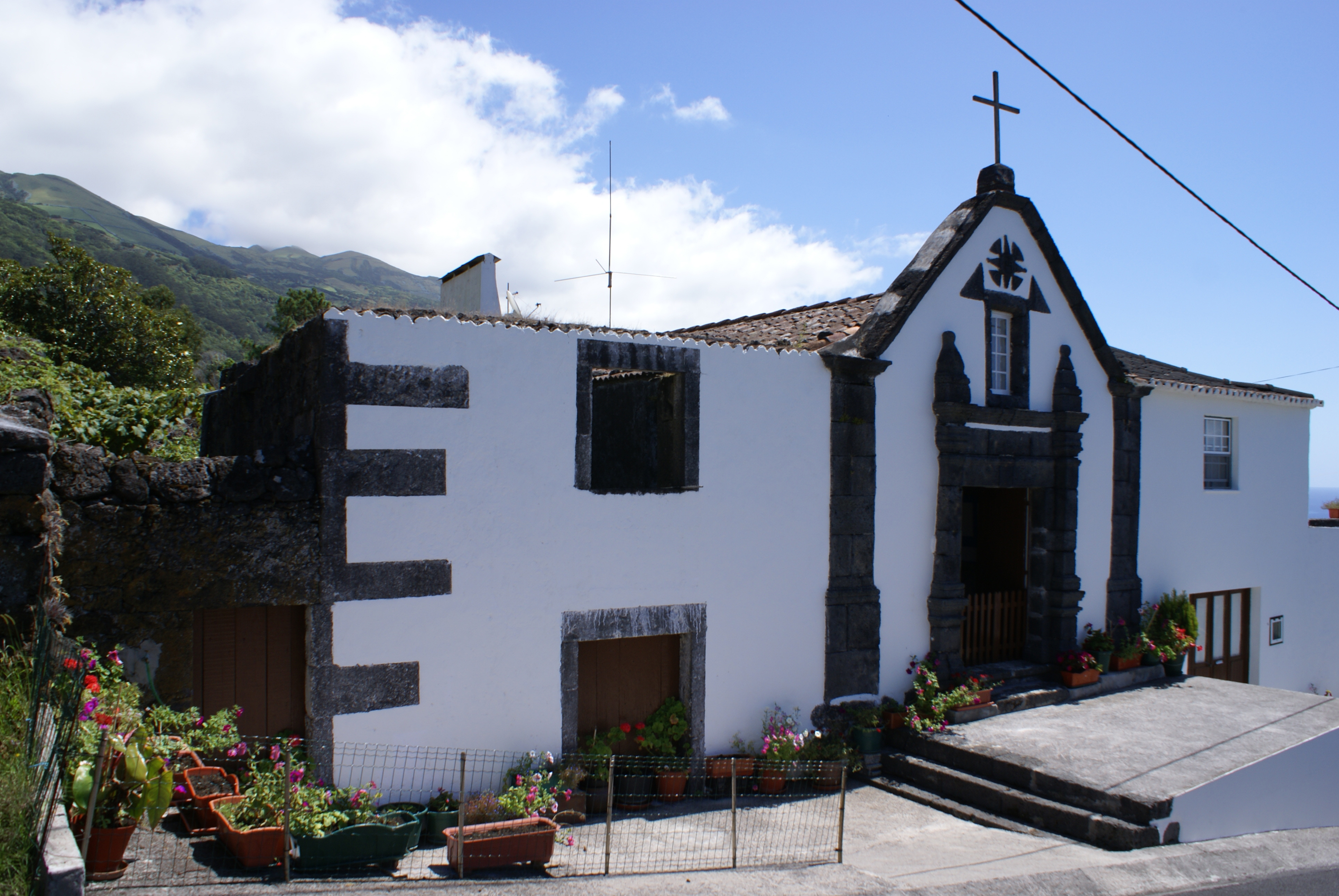
Ermida de São José, Fachada.

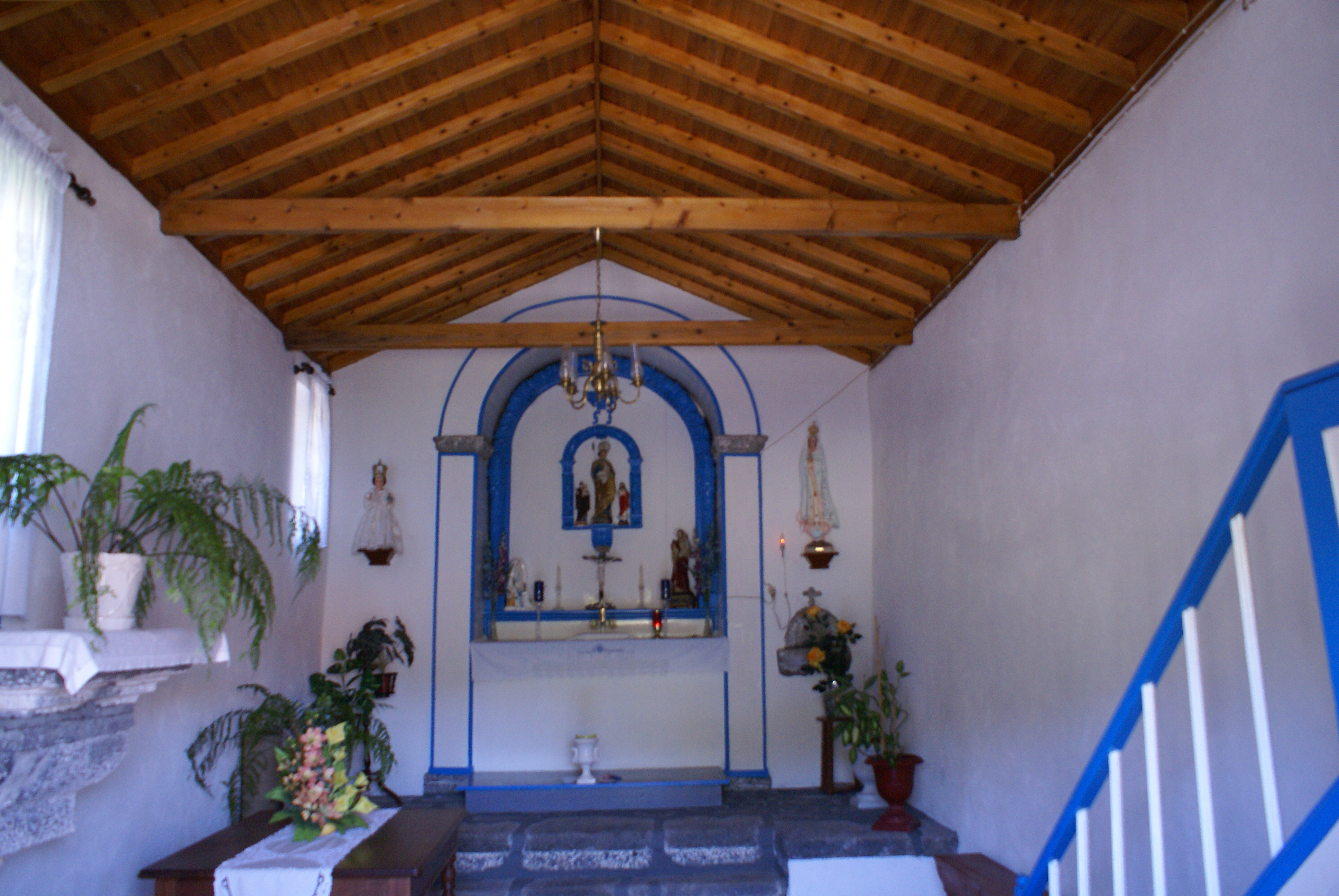
Ermida de São José, Altar.

A Ermida de São José é uma ermida Portuguesa localizada na freguesia da Urzelina, concelho de Velas, ilha de São Jorge.
Esta ermida bastante antiga, apresenta um excelente trabalho em cantaria de basalto negro onde se destaca o trabalho efectuado junto e por cima da porta de entrada. Por cima da referida porta de entrada apresenta um símbolo estilizado do Espírito Santo e uma cruz a encimar o edifício efectuado no mesmo tipo do rocha.
O interior com a imagem de São José com o menino Jesus ao colo no altar-mor apresenta-se simples, em tons de branco e azul celeste. O madeiramento do tecto foi elaborado em madeira de Criptoméria e manteve a cor original da madeira, contribuindo desta forma para a pureza da ermida no seu todo.